# Kaspars Daugaviņš
Kaspars Daugaviņš (* 18. Mai 1988 in Riga, Lettische SSR) ist ein ehemaliger lettischer Eishockeyspieler, der im Verlauf seiner aktiven Karriere zwischen 2003 und 2025 unter anderem 98 Spiele für die Ottawa Senators und Boston Bruins in der National Hockey League (NHL) auf der Position des linken Flügelstürmers bestritten hat. Darüber hinaus absolvierte Daugavinš über 450 weitere Partien in der Kontinentalen Hockey-Liga (KHL).

## Karriere
Daugaviņš begann seine Profikarriere in der Saison 2003/04 in seiner Heimatstadt beim HK Riga 2000, mit dem er im Jahr 2006 die Lettische Meisterschaft erringen konnte. Die Spielzeit 2005/06 verbrachte er bei der zweiten Mannschaft des HK ZSKA Moskau in der drittklassigen Perwaja Liga. Beim NHL Entry Draft 2006 wurde der Stürmer von den Ottawa Senators aus der National Hockey League in der dritten Runde an 91. Position ausgewählt und wechselte zur Saison 2006/07 nach Nordamerika, zu den Toronto St. Michael’s Majors in die kanadischen Juniorenliga Ontario Hockey League (OHL).

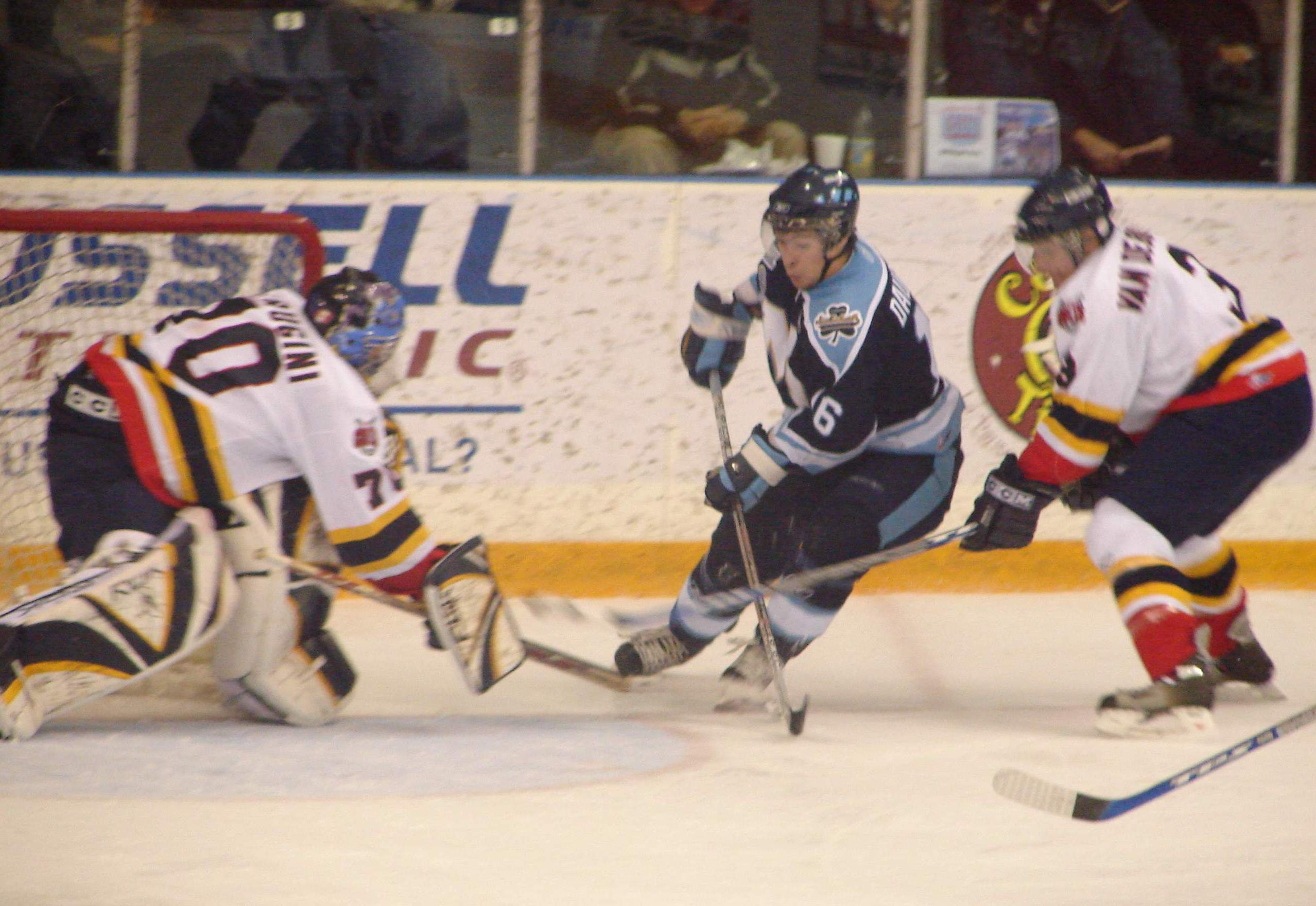
Daugaviņš (Mitte) im Trikot der Toronto St. Michael’s Majors (2006)

Bereits im April 2007 wurde Daugaviņš von den Ottawa Senators aus der OHL in deren eigenes Farmteam, die Binghamton Senators, die in der American Hockey League (AHL) spielten, abberufen. Dort konnte sich Daugaviņš zum Saisonende einen Stammplatz erkämpfen. Nach dem Trainingscamp der Senators vor der NHL-Saison 2007/08 wurde er allerdings zurück in sein Juniorenteam in die OHL geschickt. Während der folgenden Spielzeit erhielt er drei weitere Einsätze in der AHL. Im Trainingslager der Binghamton Senators im Sommer 2008 sicherte sich Daugaviņš einen Platz im AHL-Kader und absolvierte 23 Partien, bevor er erneut in sein Juniorenteam geschickt wurde, das inzwischen nach Mississauga umgezogen war und unter dem Namen Mississauga St. Michael’s Majors am Spielbetrieb teilnahm. Dort verblieb er bis zum Ende der Spielzeit 2008/09 und wurde anschließend im ersten Junior Draft der Kontinentalen Hockey-Liga (KHL) in der zweiten Runde an 35. Stelle von Torpedo Nischni Nowgorod ausgewählt, die sich somit seine Transferrechte bei einem Wechsel in die KHL sicherten. Ab Sommer 2009 gehörte der Lette fest dem AHL-Kader der Binghamton Senators an. Am 14. Januar 2010 gab er sein Debüt für die Ottawa Senators in der NHL, wobei diese die New York Rangers mit 2:0 besiegten. Aufgrund des Lockouts zu Beginn der NHL-Spielzeit 2012/13 spielte er ab September 2012 für Dinamo Riga in der Kontinentalen Hockey-Liga, kehrte aber alsbald nach Ottawa zurück. Ende März 2013 wurde der auf der Waiver-Liste befindliche Daugaviņš von den Boston Bruins ausgewählt. Für die Saison 2013/14 unterzeichnete der Angreifer einen Einjahresvertrag beim Genève-Servette HC aus der Schweizer National League A (NLA), mit dem er den Spengler Cup gewann.

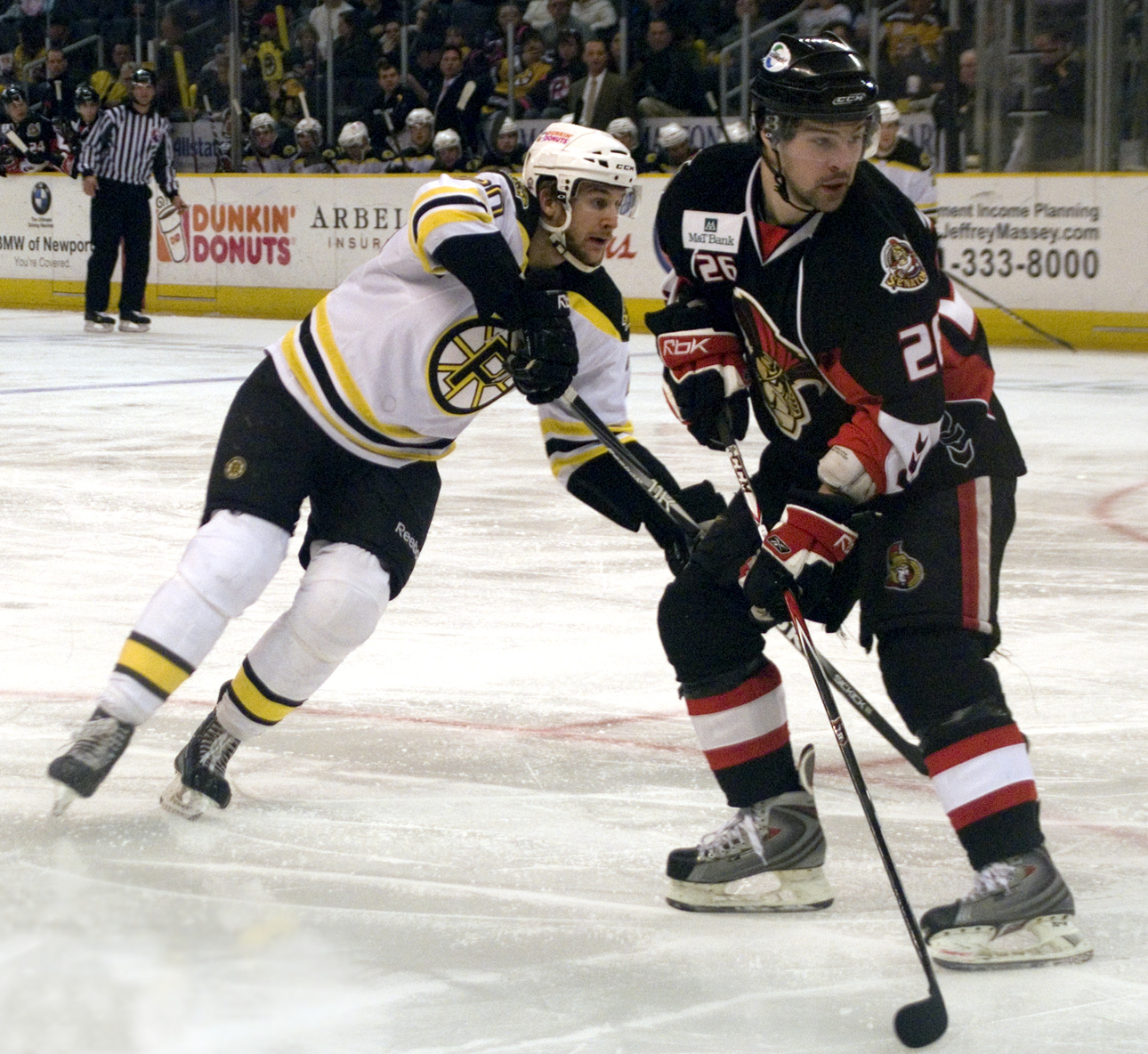
Daugaviņš (rechts) im Trikot der Binghamton Senators (2011)

Ab April 2014 stand er beim HK Dynamo Moskau in der KHL unter Vertrag und war dort in der Saison 2014/15 mit 37 Punkten bester Scorer seines Teams. Nach einem schlechten Start in das Spieljahr 2015/16 wurde Daugaviņš Ende September 2015 aus seinem Vertrag entlassen und anschließend vom Ligakonkurrenten Amur Chabarowsk verpflichtet. Vier Tage später wurde er im Rahmen eines Tauschgeschäfts an Torpedo Nischni Nowgorod abgegeben, ohne ein Spiel für Amur absolviert zu haben. Bei Torpedo gehörte er in den folgenden drei Jahren stets zu den besten Scorern im Team, ehe er im Mai 2018 zum HK Spartak Moskau wechselte. Dort war er zwei Spielzeiten aktiv, bevor im Mai 2020 ein erneuter Wechsel – dieses Mal zum HK Witjas – folgte.
Zur Saison 2021/22 kehrte Daugaviņš in die Schweizer Nationalliga zurück, wo er sich dem SC Bern anschloss. Bei den Mutzen unterzeichnete der Lette einen Zweijahresvertrag. Dieser wurde jedoch im August 2022 vorzeitig aufgelöst. Im Anschluss daran zog es den Stürmer für ein Spieljahr zu den Iserlohn Roosters in die Deutsche Eishockey Liga (DEL), bevor er sich im September 2023 dem HK Dukla Michalovce aus der slowakischen Extraliga anschloss. Am Ende der Saison 2023/24 wurde er in das All-Star-Team der Extraliga gewählt. Auch in der Folge gehörte Daugaviņš zu den besten Spielern der Liga, beendete seine aktive Karriere aber unvermittelt Ende November 2024.

### International
Im Juniorenbereich spielte Daugaviņš für Lettland zunächst bei den U18-Weltmeisterschaften 2004, 2005 und 2006 jeweils in der Division I. Mit der U20-Nationalmannschaft bestritt er im Jahr 2006 das Turnier in der Top-Division sowie in den Jahren 2007 und 2008 in der Division I. Sowohl 2007 als auch 2008 gemeinsam mit dem Franzosen Stéphane Da Costa war er jeweils Topscorer des Turniers. Zusätzlich war er 2008, als der Mannschaft der Wiederaufstieg in die Top-Division gelang, auch bester Vorlagengeber.
Bei der Weltmeisterschaft in Lettland gab Daugaviņš sein Debüt im lettischen Nationalteam. Dabei war er mit 17 Jahren der jüngste Spieler, der jemals für das lettische Team auflief. Ein Jahr später, bei der Weltmeisterschaft 2007 in Russland, war Daugaviņš zweitbester Scorer der lettischen Nationalmannschaft. Er galt zu diesem Zeitpunkt als eines der größten Talente im Welteishockey. Auch bei den Weltmeisterschaften 2010, 2012, 2014, 2015, 2016, 2017, 2021, 2023, 2024 und 2025 gehörte er zum lettischen Kader. Bei den WM-Turnieren 2015 bis 2017 sowie 2021, 2023 bis 2025 führte er die Nationalmannschaft als Mannschaftskapitän aufs Eis, die mit dem Gewinn der Bronzemedaille im Jahr 2023 den größten Erfolg der lettischen Eishockey-Geschichte feierte.
Im Winter 2010 erhielt Daugaviņš eine Einladung in den lettischen Olympiakader und belegte mit dem Nationalteam im olympischen Eishockeyturnier den zwölften Platz. Vier Jahre später, bei den Winterspielen in Sotschi, erzielte Daugaviņš zwei Torvorlagen und erreichte mit seinen lettischen Mitspielern den achten Rang. Die Olympischen Winterspiele 2022 in Peking waren die dritten Olympischen Winterspiele, an denen der Angreifer teilnahm.

## Erfolge und Auszeichnungen
| - 2006 Lettischer Meister mit dem HK Riga 2000 - 2007 OHL First All-Rookie Team - 2011 Calder-Cup-Gewinn mit den Binghamton Senators - 2013 Spengler-Cup-Gewinn mit dem Genève-Servette HC | - 2013 Spengler Cup All-Star-Team - 2016 Teilnahme am KHL All-Star Game - 2024 All-Star-Team der slowakischen Extraliga |

### International

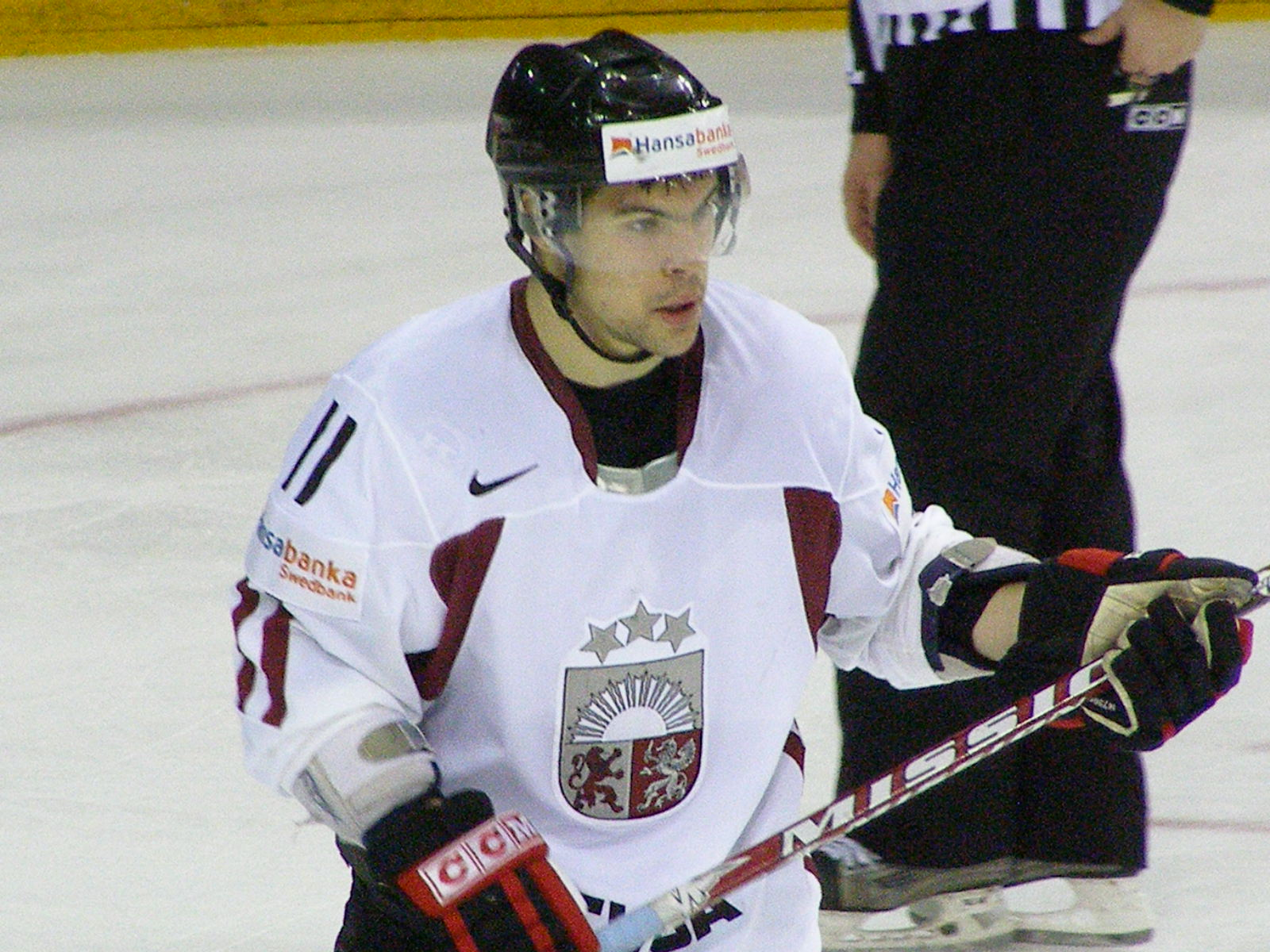
Daugaviņš als Spieler der lettischen Nationalmannschaft (2008)

| - 2006 Aufstieg in die Top-Division bei der U18-Junioren-Weltmeisterschaft der Division I, Gruppe B - 2007 Topscorer bei der U20-Junioren-Weltmeisterschaft der Division I, Gruppe A - 2008 Aufstieg in die Top-Division bei der U20-Junioren-Weltmeisterschaft der Division I, Gruppe B - 2008 Topscorer der U20-Junioren-Weltmeisterschaft der Division I, Gruppe B (gemeinsam mit Stéphane Da Costa) | - 2008 Bester Vorlagengeber der U20-Junioren-Weltmeisterschaft der Division I, Gruppe B - 2023 Bronzemedaille bei der Weltmeisterschaft - 2024 Wertvollster Spieler der Qualifikation für die Olympische Winterspiele 2026, Gruppe E |

## Karrierestatistik

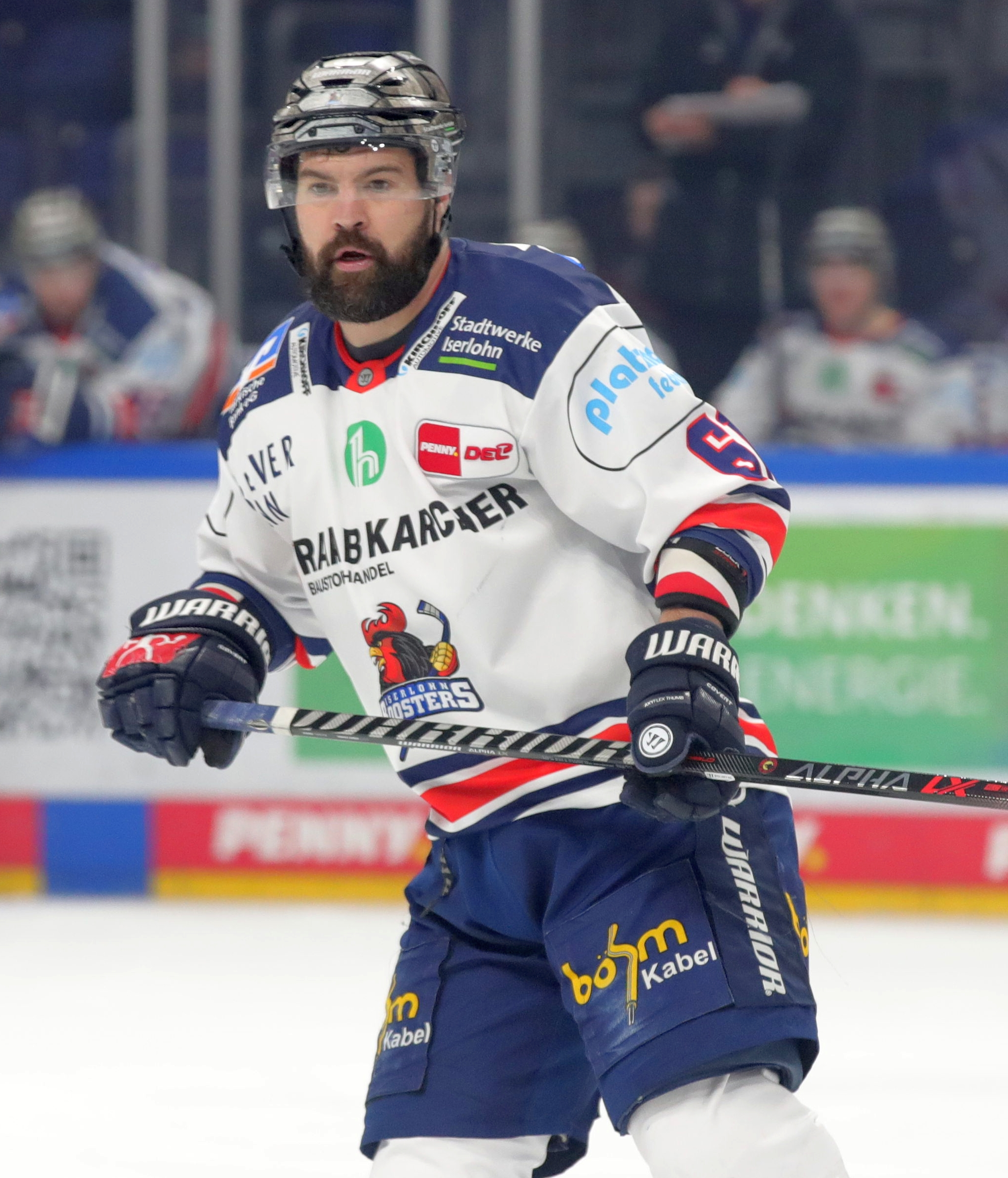
Daugaviņš im Trikot der Iserlohn Roosters (2022)

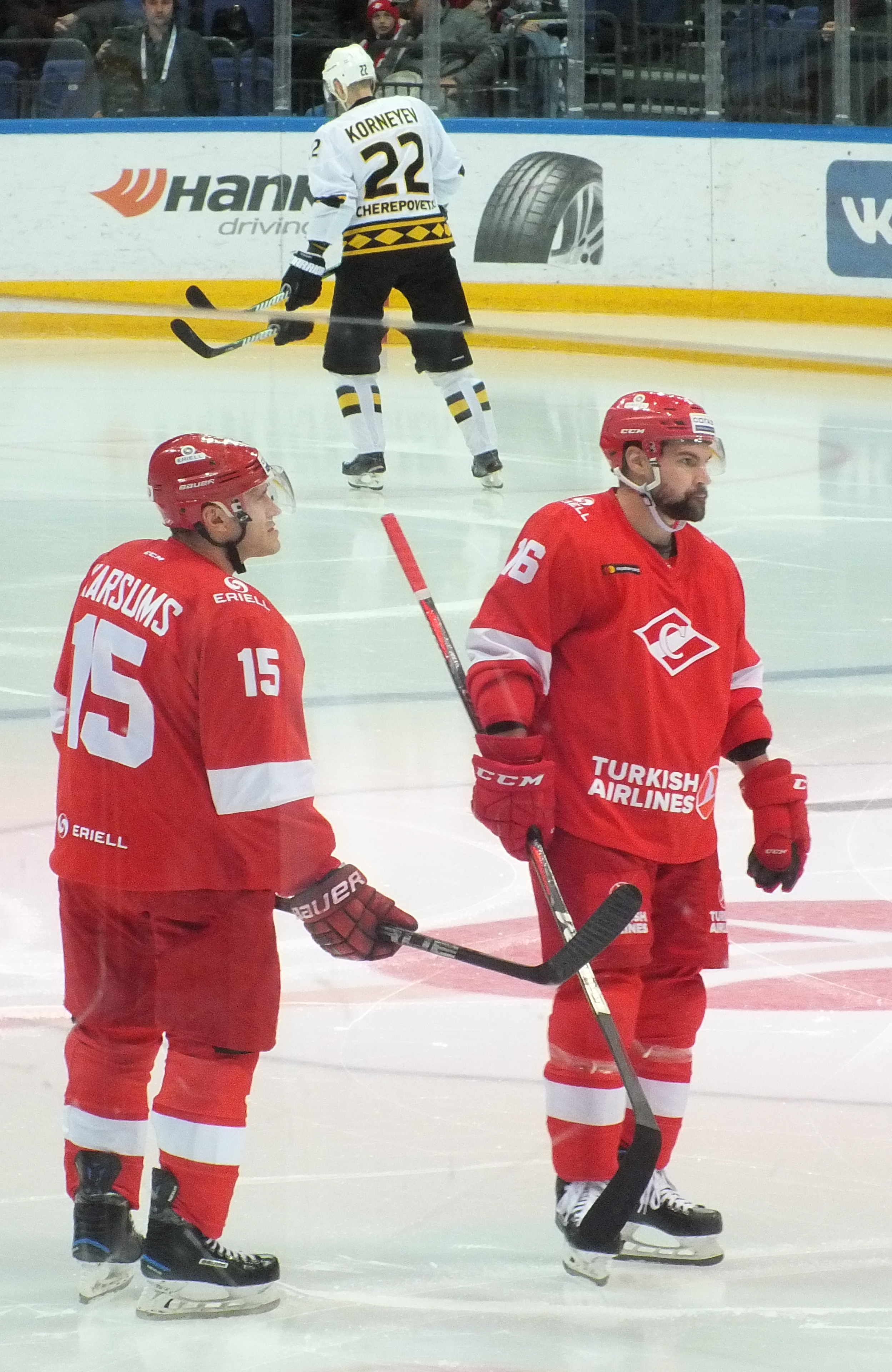
Daugaviņš (rechts) und Mārtiņš Karsums im Trikot des HK Spartak Moskau (2018)

### International
Vertrat Lettland bei:
| - U18-Junioren-Weltmeisterschaft der Division I 2004 - U18-Junioren-Weltmeisterschaft der Division I 2005 - U20-Junioren-Weltmeisterschaft 2006 - U18-Junioren-Weltmeisterschaft der Division I 2006 - Weltmeisterschaft 2006 - U20-Junioren-Weltmeisterschaft der Division I 2007 - Weltmeisterschaft 2007 - U20-Junioren-Weltmeisterschaft der Division I 2008 - Weltmeisterschaft 2008 - Olympischen Winterspielen 2010 - Weltmeisterschaft 2010 - Weltmeisterschaft 2012 - Olympischen Winterspielen 2014 | - Weltmeisterschaft 2014 - Weltmeisterschaft 2015 - Weltmeisterschaft 2016 - Qualifikationsturnier für die Olympischen Winterspiele 2018 - Weltmeisterschaft 2017 - Weltmeisterschaft 2021 - Qualifikationsturnier für die Olympischen Winterspiele 2022 - Olympischen Winterspiele 2022 - Weltmeisterschaft 2023 - Weltmeisterschaft 2024 - Qualifikationsturnier für die Olympischen Winterspiele 2026 - Weltmeisterschaft 2025 |

(Legende zur Spielerstatistik: Sp oder GP = absolvierte Spiele; T oder G = erzielte Tore; V oder A = erzielte Assists; Pkt oder Pts = erzielte Scorerpunkte; SM oder PIM = erhaltene Strafminuten; +/− = Plus/Minus-Bilanz; PP = erzielte Überzahltore; SH = erzielte Unterzahltore; GW = erzielte Siegtore; 1 Play-downs/Relegation; Kursiv: Statistik nicht vollständig)